# ناحیه داگلاس، شهرستان کلارک، ایلینوی
ناحیه داگلاس، شهرستان کلارک، ایلینوی (به انگلیسی: Douglas Township) یک منطقهٔ مسکونی در ایالات متحده آمریکا است که در شهرستان کلارک، ایلینوی واقع شده‌است. ناحیه داگلاس ۱۶۸ نفر جمعیت دارد و ۱۹۱ متر بالاتر از سطح دریا واقع شده‌است.